# Pinheyschna meruensis
Pinheyschna meruensis – gatunek ważki z rodziny żagnicowatych (Aeshnidae).